# Giambattista Gelli
Giambattista Gelli, Giovan Battista Gelli (ur. 12 sierpnia 1498 we Florencji, zm. 24 lipca 1563 tamże) – włoski pisarz.

## Życiorys
Z zawodu był pończosznikiem. Posiadł ponadprzeciętną kulturę umysłową i zajął w literaturze renesansu poczesne miejsce dzięki dialogom o tematyce moralnej - I capricci di Giusto bottaio (1546-1548) i Circe (1549). Należał do Accademia della Crusca, z polecenia Medyceuszy był komentatorem Boskiej komedii Dantego.